# Пежо тип 159
Пежо тип 159 (фр. Peugeot Type 159) је аутомобил произведен између 1919. и 1920. године од стране француског произвођача аутомобила Пежо у њиховој фабрици у Болијеу. У том периоду је произведено 502 јединице.
Возило је покретао четвороцилиндрични, четворотактни мотор запремне 1452 cm³ који је смештен у предњем делу возила, а погон је био пренет на задње точкове.
Међуосовинско растојање је 2640 мм, а размак точкова је био 1170 мм. Облик каросерије је торпедо и купе-лимузина са местом за четири особе, а спортској варијанти за две особе.

## Галерија
- Пежо тип 159
- Пежо тип 159